# Serrat de Sant Joan (Vallcebre)
El Serrat de Sant Joan és una serra situada al municipi de Vallcebre (Berguedà), amb una elevació màxima de 1.354 metres.